# Live! (Bob Marley and the Wailers-album)
A Live! egy Bob Marley & The Wailers koncertalbum, melyet 1975-ben vettek fel Londonban.

## Számok
A számokat a megjelöltek kivételével Bob Marley írta.
1. "Trenchtown Rock"
2. "Burnin' And Lootin'"
3. "Them Belly Full (But We Hungry)" (Lecon Cogill/Carlton Barrett)
4. "Lively Up Yourself"
5. "No Woman, No Cry" (Vincent Ford)
6. "I Shot The Sheriff"
7. "Get Up, Stand Up" (Bob Marley/Peter Tosh)
8. "Kinky Reggae" (Bonus track on 2001 Remastered Edition)

## Külső hivatkozások
- https://web.archive.org/web/20070915083516/http://www.roots-archives.com/release/125